# Horizontes de piedra
Horizontes de piedra es una película en blanco y negro de Argentina dirigida por Román Viñoly Barreto sobre su propio guion escrito según Cerro Bayo, de Atahualpa Yupanqui adaptado por Eliseo Montaine que se estrenó el 3 de mayo de 1956 y que tuvo como protagonistas a Mario Lozano, Milagros de la Vega, Julia Sandoval y Atahualpa Yupanqui. Fue filmada en Tilcara.

## Sinopsis
Un hombre de cultura Coya, decide acercarse a una mujer pese a la oposición de su madre.

## Reparto
- Mario Lozano
- Milagros de la Vega
- Julia Sandoval
- Atahualpa Yupanqui
- Liana Noda
- Enrique Fava
- Félix Rivero
- Enrique Abela
- Fausto Etchegoin
- Roberto Rivas
- Félix Rivero

## Comentarios
Mario Solana opinó en El Hogar:

”Jrarquiza el cine nacional…la cámara relata todo lo relatable y es ella…la verdadera protagonista de la película…la labor de los actores es discreta.”

Por su parte Manrupe y Portela escriben:

”El interior visto desde la capital, en un relato chato y falsamente folklórico de Viñoly en su etapa “norteña”.”